# Laia Sabater i Díaz
Eulàlia «Laia» Sabater i Díaz (Badalona, 1982) és una política catalana, militant de la CUP. Va ser regidora de l'àmbit de Badalona Educadora (Cultura, Educació i Esports) i quarta tinent d'alcalde de l'Ajuntament de Badalona, amb la plataforma ciutadana Guanyem Badalona en Comú.

## Biografia
Té estudis de publicitat i gestió d'esdeveniments. Ha treballat en el món de la comunicació i coordinació d'actes en diverses empreses i entitats. També és activista en l'àmbit cultural, social i polític local de Badalona.
És militant de la CUP. El 2015 va entrar per primera com a regidora a l'Ajuntament de Badalona amb la candidatura Guanyem Badalona en Comú, on es va adscriure la secció local de la CUP, i Sabater hi va concórrer com a número 3 de la llista. Després de les eleccions, on Guanyem va obtenir quatre regidors, va sortir escollida alcaldessa Dolors Sabater, amb el suport d'ERC i IC-EUiA. La formació del nou govern de coalició li va donar la quarta tinença d'alcaldia, anomenada de la Badalona Educadora, que engloba les àrees de cultura, educació i esports.
La seva gestió a cultura va ser criticada des dels representants del govern anterior del Partit Popular, a causa del tancament de l'empresa Badalona Cultura amb un saldo negatiu de 183.000 euros, a més de l'organització de concerts durant les Festes de Maig que només agraden a un públic molt restringit. El març de 2017 va anunciar la confecció d'un estudi de conciliació de l'oci nocturn amb el descans dels veïns, i es va posar en marxa una prova pilot amb agents de la guàrdia urbana a la zona de Can Ribó (Canyadó), així com reunions amb entitats juvenils i veïnals, per tal d'obtenir dades reals per aplicar-ho a tota la ciutat, recuperant-se els controls de droga i alcoholèmia i reforçant la vigilància nocturna.
Pel que fa a l'àmbit de l'ensenyament, concretament de les escoles bressols municipals, es va implantar a partir del curs 2016-2017 una nova forma de tarifació social per a les famílies, en què el pagament de la quota es faria en funció de la renda i no un preu únic.
El 12 d'octubre de 2016, Dia de la Hispanitat, va ser un dels regidors que van obrir les oficines de l'Ajuntament de Badalona i va atendre els ciutadans, malgrat un interlocutòria judicial que els ho negava derivada d'un recurs de la delegada del Govern a Catalunya. Si bé les oficines no van obrir de forma activa, ja que només hi va haver-hi els càrrecs electes, a causa d'aquest acte de protesta, va ser cridada a declarar el 25 d'octubre del mateix any davant del jutge d'instrucció de Badalona per un delicte de desobediència, però ella, com els altres regidors de govern, van remarcar que l'obertura va ser més simbòlica que no pas efectiva, ja que totes les peticions no tenien validesa i no hi va haver cap treballador municipal. A més va defensar l'acció del regidor Jose Téllez Oliva, que va estripar la interlocutòria que impedia l'obertura de l'ajuntament. Finalment, el jutge va arxivar el cas en considerar-lo una performance dels regidors i no pas com un delicte.
Representant també a la Diputació de Barcelona, amb la constitució de la nova diputació resultant de les eleccions locals, la CUP va presentar la seva candidatura per a la presidència de l'organisme, però només va rebre el suport de la seva formació. Va ser una de les regidores que va signar a favor de l'acord de la CUP amb Junts ple Sí.